# Ali bin Abd Al-Rahman Al-Hashimi
Scheich Seyyed Ali bin Abd Al-Rahman Al-Hashimi (arabisch علي بن السيد عبد الرحمن الهاشمي, DMG ʿAlī b. as-Sayyid ʿAbd ar-Raḥmān al-Hāšimī) ist ein muslimischer Jurist und Gelehrter. Er ist Berater des Staatsoberhauptes der Vereinigten Arabischen Emirate für juristische und religiöse Angelegenheiten.
Er war einer der 138 Unterzeichner des offenen Briefes Ein gemeinsames Wort zwischen Uns und Euch (engl. A Common Word Between Us & You), den Persönlichkeiten des Islam an „Führer christlicher Kirchen überall“ (engl. "Leaders of Christian Churches, everywhere …") sandten (13. Oktober 2007).